# ベンジル
ベンジル (benzil) とは、有機化合物の一種で、構造式が  C6H5-C(=O)-C(=O)-C6H5 と表される芳香族のジケトンのこと。
ベンジルを研究室で合成するときは、ベンズアルデヒドをベンゾイン縮合によりベンゾインとしてから、硝酸あるいは硫酸銅(II) などで酸化して得る。
PhC(=O)CH(OH)Ph  +  2 Cu2+  →  PhC(=O)C(=O)Ph  +  2 H+  + 2 Cu+
ベンジルに強塩基を作用させると、フェニル基の転位が起こりベンジル酸の塩が得られる（ベンジル酸転位）。